# Station Warszawa Wawer
Station Warszawa Wawer is een spoorwegstation in het stadsdeel Wawer in de Poolse hoofdstad Warschau.